# 何順文
何順文（英語：Simon Ho Shun-man），企業管治學者，香港恒生大學校長。
何順文於香港出生，中學畢業於佛教大雄中學。1979年取得美國西雅圖華盛頓大學文學士（管理學與心理學）學位，1981年取得英國倫敦經濟政治學院資訊系統學碩士學位，1988年取得英國百蘭福特大學會計與財務學哲學博士學位。

## 簡介
何順文於1982年加入香港中文大學，1995年至2002年任香港中文大學會計學院院長，期間創立了由香港中文大學、北京大學、復旦大學及國立臺灣大學的會計院系組成的學術聯盟「龍騰會計學術盟」。
2004年至2009年任香港浸會大學工商管理學院院長兼公司管治與金融政策研究中心主任。
2009年至2014年任澳門大學副校長，負責學術事務，曾規劃亞洲最具規模的住宿式書院系統、成立地區內首間榮譽學院、協助設計橫琴新校園教學大樓與設施等。　在澳門大學擔任副校長（學術事務）期間，何順文除了與所有院長密切合作外，他還負責教務處、學生事務處、校友及發展辦事處、全球事務辦事處、教與學促進中心、英語學習中心，以及12個大學事務層面的委員會主席。
2014年3月16日出任香港恒生管理學院校長。
何順文於2014年起出任《亞洲商業倫理學報》（Asian Journal of Business Ethics）總編輯。《商業倫理學報》（Journal of Business Ethics）編委。南開大學「公司治理學術文庫」編委。
他加入學術界前，曾任會計師行審計員、財務系統分析員、香港生產力促進局助理顧問等。曾任香港會計學會創會會長、世界會計教育及研究聯會（IAAER )副會長、香港會計師公會多個委員會成員、香港專業及資深行政人員協會創會副會長、香港證券及投資學會董事。
2002年任「世界會計教育及研究聯會會計教育家世界大會」籌委會主席。
何順文是《信報》、South China Morning Post網站及China Daily的專欄作家，在公司管治、道德領導、及持份者論理的研究工作受到廣泛關注及獲頒多個獎項。

## 公職
香港廉政公署社區關係市民諮詢委員會主席(2021年-)
香港廉政公署貪污問題諮詢委員會委員(2021年-)
香港童軍總會訓練委員會主席(2021年-)
香港童軍總會執行委員會委員(2021年-)
香港存款保障上訴審裁處委員（2005年至2011年）

香港證券及期貨事務上訴審裁處委員（2005年至2011年）
關於董事和高級人員的條文的諮詢小組（諮詢小組(3)）成員 (2006年-2009年)
香港證券及期貨事務監察委員會投資者教育諮詢委員會委員(2007年-2009年)
香港政府財經事務局金融業人力資源發展諮詢委員會(2004年-2008年)
香港稅務上訴委員會委員(2001年-2007年)
香港廉政公署公民教育委員會委員(1995年-2000年)

## 公共服務
香港證券及投資學會理事會(2010年-2012年)
香港企業管治論壇主席(2003年-)
中國高等教育學會理事(2007年-)
香港玉山科技協會理事(2015年-)
香港-東盟經濟合作基金會理事(2015年-)
大舜基金顧問(2015年-)
團結香港基金顧問(2018年-)

## 專業成就及國際獎項
1993年，何順文在中大開辦及教授全港首個有關企業管治的碩士科目。
2004年，何順文在浸大開辦全港首個「公司管治與董事學理學碩士」課程。
2005年，何順文合創由香港浸會大學與澳門大學聯辦每兩年一度之「世界商業倫理論壇」。同年取得世界銀行資助，獲中國財政部財政科學研究所委任為「國際公司治理」一科講師。
2006年，何順文推動15間世界其他大學的公司治理研究中心，共同成立國際學術聯盟。
2007年，何順文主力研發由香港上市公司商會與浸大公司管治與金融政策研究中心合辦的「香港公司管治卓越獎」與「香港企業管治約章」。
2008年，何順文獲得國際機構美國亞斯平學院（Aspen Institute )頒發學界先鋒獎（Faculty Pioneer Award）。  同年獲環球商業道德與反貪污機構Ethisphere評選為一百名在商業倫理最具影響力的人物。
2013年，何順文獲中國民(私)營企業經濟研究會頒發「中國家族企業研究先鋒獎」，表揚他在研究中國家族企業社會責任上作出的貢獻。
2016年，何順文獲美國哥登大學頒發名譽博士學位。